# Prat-Bonrepaux
Prat-Bonrepaux (Okzitanisch: Prat e Bonrepaus) ist eine französische Gemeinde mit 858 Einwohnern (Stand: 1. Januar 2022) im Département Ariège in der Region Okzitanien; sie gehört zum Arrondissement Saint-Girons, zum Gemeindeverband Couserans-Pyrénées und zum Kanton Portes du Couserans. Die Einwohner werden Pratéens/Pratéennes genannt.

## Geografie
Prat-Bonrepaux liegt rund 73 Kilometer südwestlich der Stadt Toulouse im Westen des Départements Ariège an der Grenze zum Département Haute-Garonne. Die Gemeinde besteht aus den Dörfern Bonrepaux und Prat, den Weilern Bidèches, Feuillerat, Les Vielles und Pouech sowie Streusiedlungen und Einzelgehöften. Das Dorf Bonrepaux liegt am Fluss Salat. Prat-Bonrepaux liegt innerhalb des Regionalen Naturparks Pyrénées Ariégeoises. Weite Teile der Gemeinde sind bewaldet. Die D117 von Foix nach Tarbes durchquert die Gemeinde.
Umgeben wird Prat-Bonrepaux von den Nachbargemeinden Lacave im Nordwesten und Norden, Betchat im Norden, Mercenac und Caumont im Osten, Cazavet im Süden, Francazal (im Département Haute-Garonne) im Südwesten sowie Mauvezin-de-Prat im Westen.

## Geschichte
Funde aus der Steinzeit und gallo-römischer Zeit belegen eine frühe Besiedlung. Das heutige Schloss wurde im Jahr 1268 auf dem Grund einer älteren Festung errichtet. Im Mittelalter lag der Ort innerhalb der Provinz Couserans, die wiederum ein Teil der Provinz Gascogne war. In den Jahren 1562 und 1563 kam es zu drei Verhaftungen wegen (angeblicher) Hexerei. Die Gemeinde gehörte von 1793 bis 1801 zum District Saint-Girons. Zudem lag Prat-Bonrepaux von 1793 bis 2015 innerhalb des Kantons Saint-Lizier. Die Gemeinde ist seit 1801 dem Arrondissement Saint-Girons zugeteilt. In ihrem heutigen Umfang besteht die Gemeinde seit der Vereinigung von Bonrepaux und Prat in den Jahren zwischen 1790 und 1794. Den heutigen Namen trägt sie seit dem 13. April 1983. Vorher hieß sie Prat et Bonrepaux.

## Bevölkerungsentwicklung
| Jahr                       | 1962 | 1968 | 1975 | 1982 | 1990 | 1999 | 2006 | 2019 |
| Einwohner                  | 855  | 861  | 842  | 778  | 801  | 809  | 866  | 864  |
| Quellen: Cassini und INSEE |      |      |      |      |      |      |      |      |

## Sehenswürdigkeiten
- Schloss Château de Prat aus dem Jahr 1268, seit 1997 ein Monument historique[1]
- Wehrkirche Sainte-Madeleine mit Wimberg (Ziergiebel) in Prat
- Kirche in Bonrepaux aus dem 18. Jahrhundert
- Kapelle Chapelle du Calvaire mit Kalvarienberg aus dem Jahr 1792
- Kapelle Saint-Maur
- Höhle Grotte de Mongautin mit Verzierungen aus der Steinzeit, seit 1999 ein Monument historique[2]
- Kreuz Croix de la Passion aus dem 18. Jahrhundert, seit 1965 ein Monument historique[3]
- Denkmal für die Gefallenen[4]
- Aussichtspunkt Lasale
- mehrere Wegkreuze
- mehrere Höhlen (darunter Grotte de Las Costos, Grotte de Peyrat)

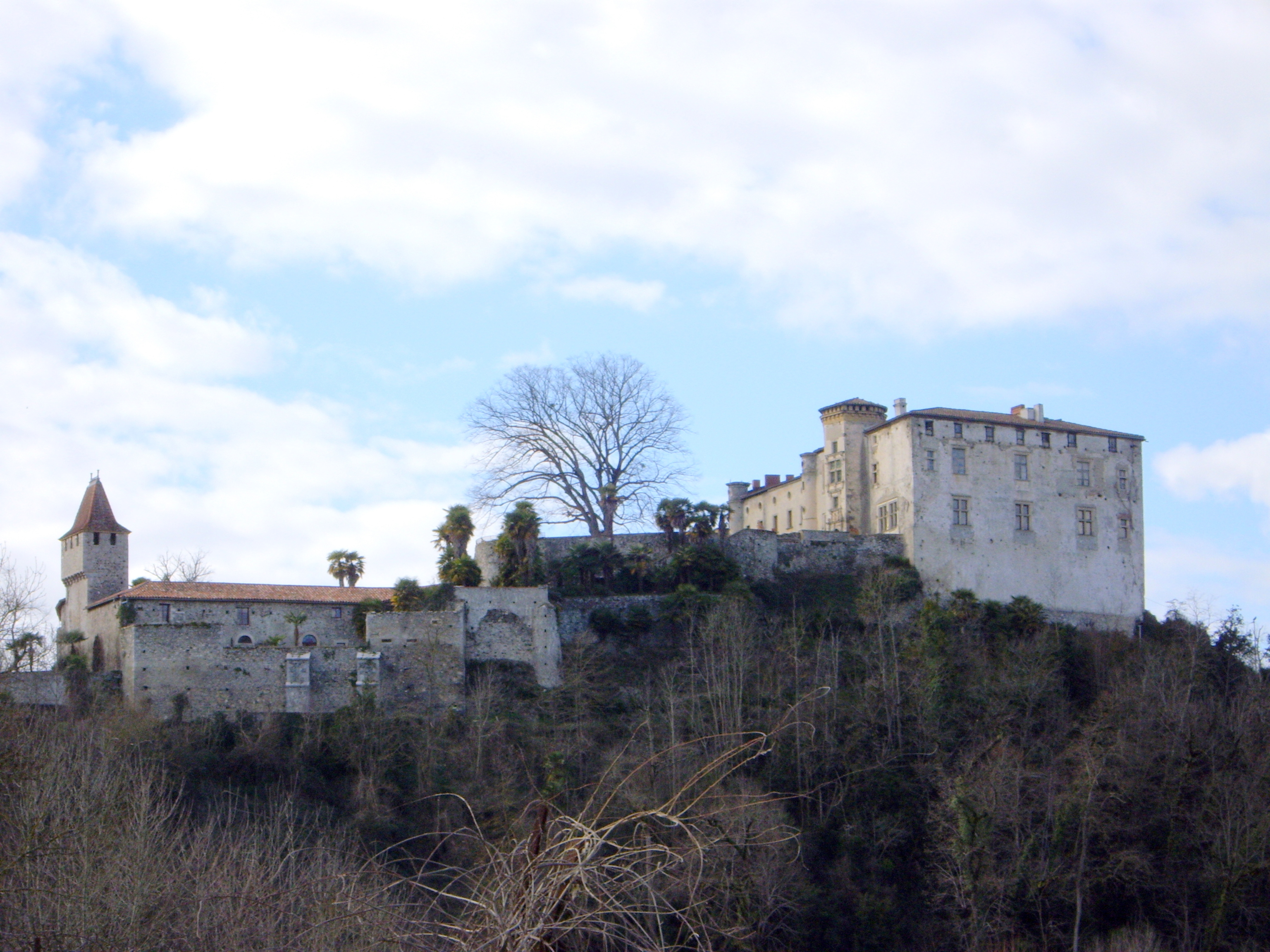
Blick zum Schloss Château de Prat
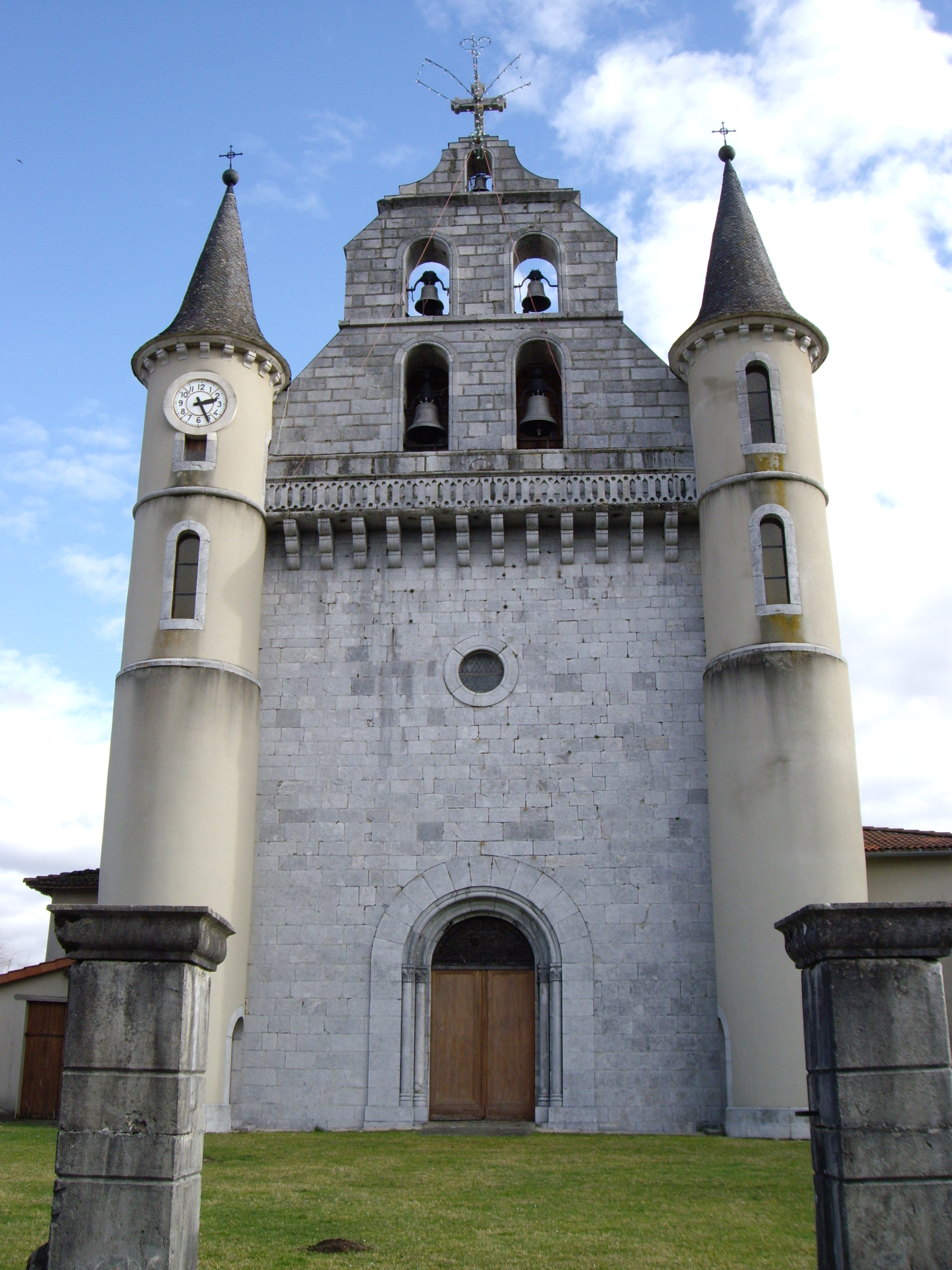
Dorfkirche Sainte-Madeleine in Prat
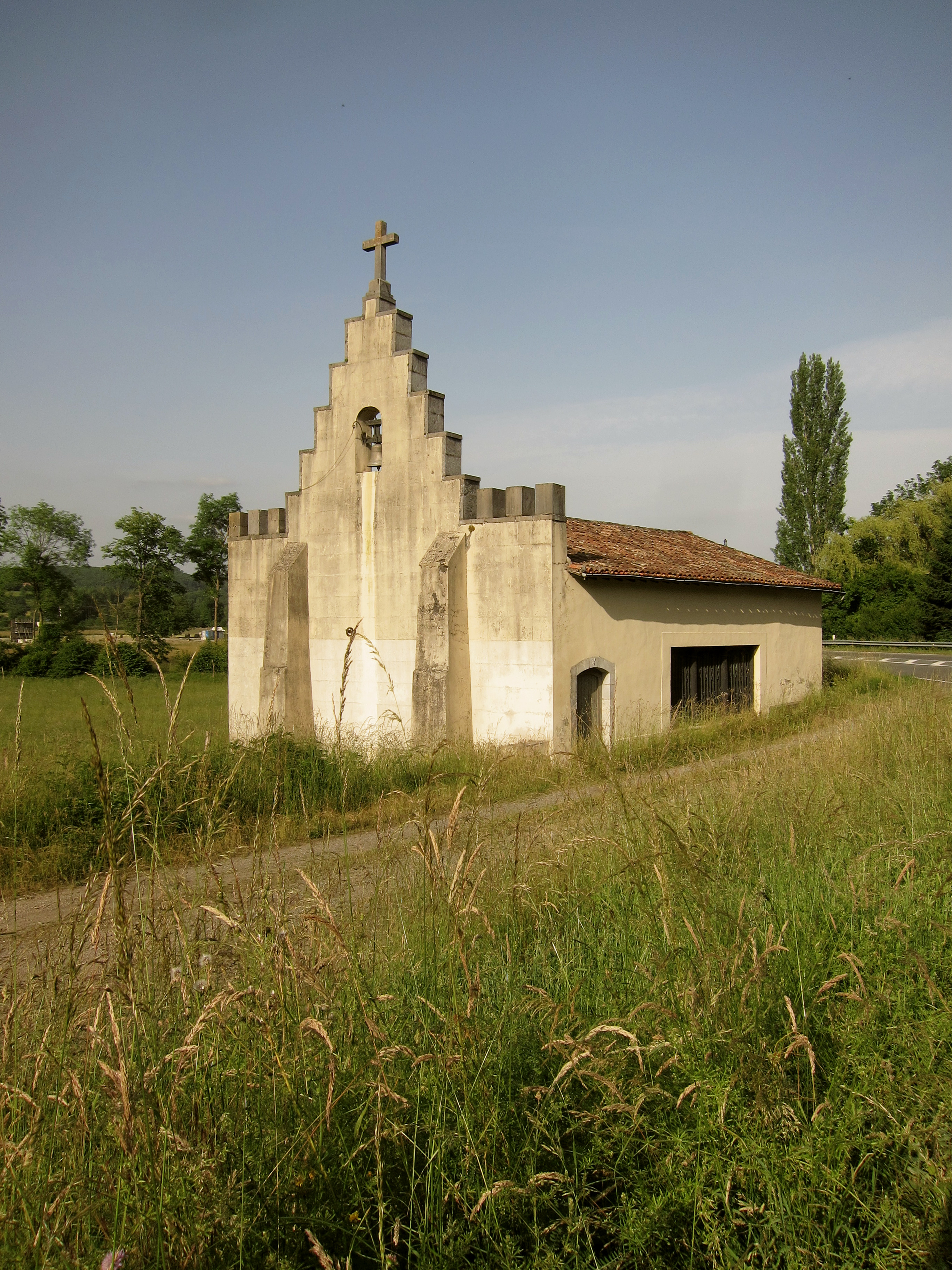
Kapelle Saint-Maur
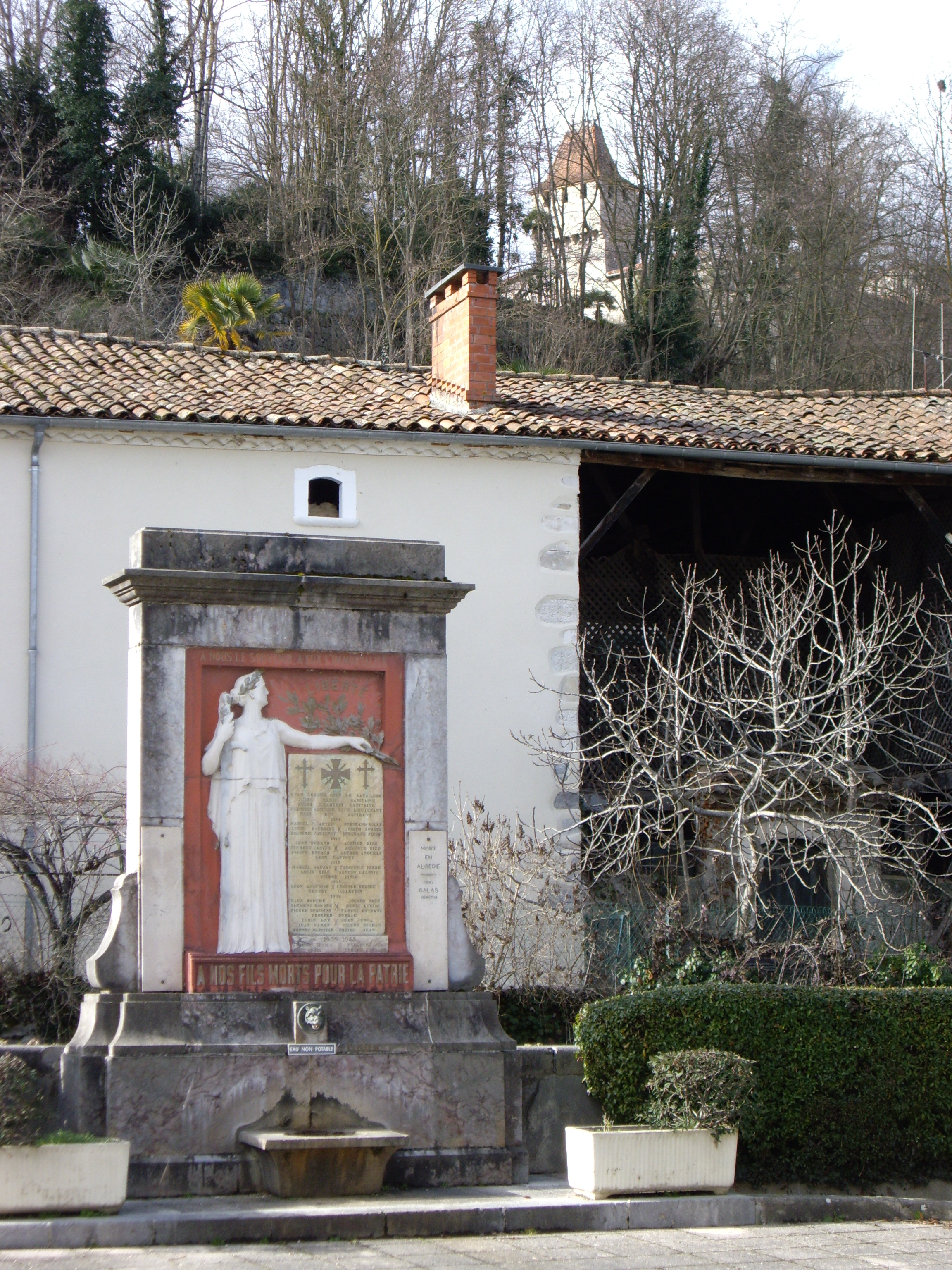
Denkmal für die Gefallenen
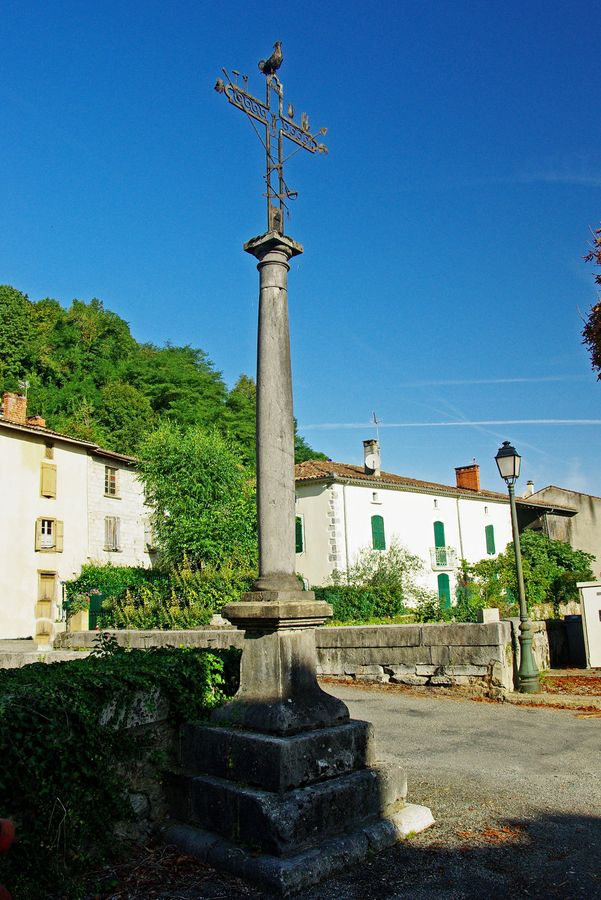
Kreuz Croix de la Passion auf dem Dorfplatz